# كلايبيدا
كلايبيدا (بالليتوانية: Klaipėda, بالألمانية: Memel) هي مدينة في ليتوانيا وعاصمة أقليم كلابيدا تقع على مصب نهر نيمان حيث يصب في بحر البلطيق وتعتبر ثالث مدن ليتوانيا من حيث الكبر.
تملك كلايبيدا سجل تاريخي معقد نظراً لأهمية ميناءها البحري والذي لا تتجمد فيه المياه. وقد حكمت من قبل فرسان تيوتونيك ومن ثم دوقية بروسيا فمملكة بروسيا ومن ثم الإمبراطورية الألمانية ومن ثم خضعت للوفاق الثلاثي بعد الحرب العالمية الأولى وانضمت إلى ليتوانيا بعد تمرد كلابيدا ثم ألحقت بألمانيا بعد انذار سنة 1939 الألماني لليتوانيا. ألحقت بعد ذلك بالاتحاد السوفيتي ضمن جمهورية ليتوانيا.
يبلغ عدد سكانها في سنة 2011 ما يقارب 177,823 نسمة.

## المناخ
يظهر الجدول التالي التغييرات المناخية على مدار السنة لكلايبيدا:
| البيانات المناخية لـكلايبيدا      | البيانات المناخية لـكلايبيدا | البيانات المناخية لـكلايبيدا | البيانات المناخية لـكلايبيدا | البيانات المناخية لـكلايبيدا | البيانات المناخية لـكلايبيدا | البيانات المناخية لـكلايبيدا | البيانات المناخية لـكلايبيدا | البيانات المناخية لـكلايبيدا | البيانات المناخية لـكلايبيدا | البيانات المناخية لـكلايبيدا | البيانات المناخية لـكلايبيدا | البيانات المناخية لـكلايبيدا | البيانات المناخية لـكلايبيدا |
| الشهر                             | يناير                        | فبراير                       | مارس                         | أبريل                        | مايو                         | يونيو                        | يوليو                        | أغسطس                        | سبتمبر                       | أكتوبر                       | نوفمبر                       | ديسمبر                       | المعدل السنوي                |
| --------------------------------- | ---------------------------- | ---------------------------- | ---------------------------- | ---------------------------- | ---------------------------- | ---------------------------- | ---------------------------- | ---------------------------- | ---------------------------- | ---------------------------- | ---------------------------- | ---------------------------- | ---------------------------- |
| الدرجة القصوى °م (°ف)             | 11.7 (53.1)                  | 15.4 (59.7)                  | 18.6 (65.5)                  | 26.6 (79.9)                  | 31.2 (88.2)                  | 33.6 (92.5)                  | 34.0 (93.2)                  | 36.6 (97.9)                  | 30.4 (86.7)                  | 22.1 (71.8)                  | 15.4 (59.7)                  | 11.5 (52.7)                  | 36.6 (97.9)                  |
| متوسط درجة الحرارة الكبرى °م (°ف) | 1.0 (33.8)                   | 0.9 (33.6)                   | 4.1 (39.4)                   | 10.1 (50.2)                  | 15.7 (60.3)                  | 18.3 (64.9)                  | 21.2 (70.2)                  | 21.4 (70.5)                  | 17.0 (62.6)                  | 11.7 (53.1)                  | 5.9 (42.6)                   | 2.8 (37.0)                   | 10.9 (51.6)                  |
| المتوسط اليومي °م (°ف)            | −1.1 (30.0)                  | −1.3 (29.7)                  | 1.5 (34.7)                   | 6.5 (43.7)                   | 11.6 (52.9)                  | 14.7 (58.5)                  | 17.8 (64.0)                  | 17.9 (64.2)                  | 13.7 (56.7)                  | 9.0 (48.2)                   | 3.8 (38.8)                   | 0.7 (33.3)                   | 8.0 (46.4)                   |
| متوسط درجة الحرارة الصغرى °م (°ف) | −3.3 (26.1)                  | −3.6 (25.5)                  | −1.2 (29.8)                  | 2.8 (37.0)                   | 7.4 (45.3)                   | 11.1 (52.0)                  | 14.3 (57.7)                  | 14.4 (57.9)                  | 10.3 (50.5)                  | 6.3 (43.3)                   | 1.6 (34.9)                   | −1.5 (29.3)                  | 4.9 (40.8)                   |
| أدنى درجة حرارة °م (°ف)           | −32.0 (−25.6)                | −33.4 (−28.1)                | −20.8 (−5.4)                 | −12.8 (9.0)                  | −5.2 (22.6)                  | −2.8 (27.0)                  | 5.2 (41.4)                   | 2.9 (37.2)                   | −3.3 (26.1)                  | −7.5 (18.5)                  | −14.6 (5.7)                  | −24.1 (−11.4)                | −33.4 (−28.1)                |
| الهطول مم (إنش)                   | 65.8 (2.59)                  | 41.8 (1.65)                  | 46.5 (1.83)                  | 33.2 (1.31)                  | 40.3 (1.59)                  | 61.2 (2.41)                  | 62.2 (2.45)                  | 87.9 (3.46)                  | 83.6 (3.29)                  | 93.7 (3.69)                  | 89.9 (3.54)                  | 72.0 (2.83)                  | 778.5 (30.65)                |
| متوسط أيام هطول الأمطار           | 13.9                         | 9.9                          | 10.0                         | 6.6                          | 7.2                          | 8.7                          | 8.5                          | 10.9                         | 11.5                         | 13.2                         | 14.2                         | 14.4                         | 128.9                        |
| ساعات سطوع الشمس الشهرية          | 34                           | 65                           | 122                          | 180                          | 264                          | 285                          | 274                          | 252                          | 167                          | 100                          | 40                           | 28                           | 1٬811                        |
| المصدر #1: Météo Climat           |                              |                              |                              |                              |                              |                              |                              |                              |                              |                              |                              |                              |                              |
| المصدر #2: NOAA                   |                              |                              |                              |                              |                              |                              |                              |                              |                              |                              |                              |                              |                              |

## توأمة
لكلايبيدا اتفاقيات توأمة مع كل من:
- مانهايم (2002 - )[8]
- ليبايا (1997 - )[9]
- دبرتسن (1989 - )[10]
- كوجي (1989 - )[11]
- Karlskrona Municipality [الإنجليزية]‏ منذ (1989 - )[12]
- لوبيك (1990 - )[13]
- كليفلاند (1992 - )[14]
- تشيريبوفيتس
- غدينيا (12 يناير 1993 - )[15]
- Køge [الإنجليزية]‏
- كالينينغراد (1993 - )[16]
- كوتكا (1994 - )[17]
- North Tyneside [الإنجليزية]‏ منذ (1995 - )[18]
- موجيلوف (1997 - )[19]
- شتشين (2002 - )[20]
- لايبزيغ
- أوديسا (2004 - )[21]
- تشينغداو
- ماردة
- زاسنيتس (9 مايو 2013 - )[22]
- نيو أورلينز (2012 - )[23]

## أعلام
- أوتو دريشر
- أرفيداس ماسيجوسكاس
- سيمون داتش
- توماس دانيليفيشيوس
- فريدريش فيلهلم آرغلاندر